# Japalura micangshanensis
Japalura micangshanensis är en ödleart som beskrevs av Song 1987. Japalura micangshanensis ingår i släktet Japalura och familjen agamer. Inga underarter finns listade i Catalogue of Life.
Arten förekommer i provinserna Shaanxi, Gansu, Sichuan och Henan i Kina. Honor lägger ägg.